# (11147) Delmas
(11147) Delmas (1997 XT5) – planetoida z grupy pasa głównego asteroid okrążająca Słońce w ciągu 5,53 lat w średniej odległości 3,12 j.a. Odkryta 6 grudnia 1997 roku.